# Přestupná sekunda

Odchylka UTC od UT1, svislé úseky jsou přestupné sekundy

Přestupná sekunda je jednosekundová oprava nepravidelně aplikovaná v koordinovaném světovém času (UTC), který je základem běžně používaného občanského času. Jejím cílem je vyrovnat nepatrný rozdíl mezi délkou dne 86 400 sekund atomového času a průměrnou délkou dne slunečního času danou nepravidelnou rotací Země. Podobným způsobem přestupný rok vyrovnává podstatně výraznější rozdíl mezi délkou kalendářního roku (365 dní) a délkou tropického roku (cca 365,24 dne). V průběhu 19. a 20. století se odchylka pohybovala v rozmezí -3 až +4 milisekundy denně.
Systém UTC kombinuje extrémně přesný mezinárodní atomový čas (TAI) se slunečním světovým časem (UT), který je založen na nepravidelném pohybu nebeského tělesa (Země). Aby byl běžně užívaný čas přesný a přitom se nelišil od pohybu slunce po obloze, zavádí se oprava pomocí přestupné sekundy tak, aby rozdíl mezi oběma časy byl vždy menší než ±0,9 sekundy.

## Zavádění přestupných sekund
Roku 1955 byly zkonstruovány první prakticky využitelné atomové hodiny, a tak roku 1960 byl zaveden čas UTC. V letech 1960 až 1971 byla zavedena „gumová sekunda“, kdy se měnila jak frekvence, tak občas byly zaváděny i skoky v časové stupnici v dílech sekundy. Tyto změny byly příliš časté, tak roku 1968 navrhl Louis Essen a nezávisle i G. M. R. Winkler (USNO), aby se skok prováděl v celých sekundách. Toto zavádění přestupných sekund nastalo od roku 1972.
V případě potřeby se přestupná sekunda zavádí obvykle 31. prosince nebo 30. června o půlnoci UTC. Při přidání jedné sekundy tak, že po 23:59:59 následuje ještě 23:59:60 a teprve potom 00:00:00. Tato úprava je provedena na celém světě ve stejný okamžik. V Česku tedy v 1:00 SEČ 1. ledna nebo ve 2:00 SELČ 1. července.
V závislosti na vývoji odchylky by bylo možné přestupnou sekundu ronvěž ubrat, po 23:59:58 by v tom případě následovalo rovnou 00:00:00. Dosud k tomu nikdy nedošlo, přestože se rotace Země od roku 2019 mírně zrychluje. Ve druhé polovině 19. století se však Země otáčela podstatně rychleji, než v posledních několika letech.
O tom, zda se v daném termínu přestupná sekunda zavede (v případě, že se UTC od UT1 odchyluje již o cca 0,6 sekundy, aby tak rozdíl nikdy nepřekročil 0,9 s), rozhoduje na základě svých měření Mezinárodní služba rotace Země (IERS) a tuto informaci zveřejňuje ve svém pravidelném Bulletinu C. Dosud byla přestupná sekunda zavedena 27×. Nejčastější interval mezi dvěma zavedeními přestupné sekundy je 18 měsíců, interval 1998–2005 však byl výrazně delší.
V roce 2005 se objevil návrh, aby se přestupné sekundy zrušily, a počkalo se, až se rozdíl nashromáždí a přidala se rovnou celá hodina (zhruba jednou za 5000–6000 let). O zrušení vkládání přestupných sekund se mezinárodně mluvilo s ohledem na praktické problémy těchto skoků do 27. Generální konference pro míry a váhy, kde bylo rozhodnuto, že přestupné sekundy budou eliminovány do roku 2035. Rozdíl mezi atomovým a astronomickým časem tedy poroste. Podle jednoho z návrhů bude odchylka kompenzována až rozdíl naroste významněji, například na 1 minutu, což může trvat 50 až 100 let.

## Důvody kolísání středního slunečního času
Ke kolísání středního slunečního času dochází především v důsledku zpomalování zemské rotace slapovými silami Měsíce (tzv. slapové zpomalování). Patrné však jsou i nepravidelné odchylky, způsobené zatím ještě málo zdokumentovaným vztahem zemského jádra a jeho pláště. Je však pozorováno, že zemětřesení mají vliv na směr osy a periodu rotace Země. Protože největší část změn připadá na vrub zpomalování zemské rotace, v praxi se zatím přestupná sekunda nikdy neubírala, ale vždy jen přidávala.

## Problémy s přestupnou sekundou

### GPS
Zavedení přestupné sekundy přináší problémy u mnoha systémů, závislých na přesném měření času. Typickým příkladem je časová základna GPS, která běží kontinuálně bez vkládání přestupných sekund. Čas GPS byl synchronizován s UTC v roce 1980 (tehdy byl a od té doby je rozdíl TAI − GPS = 19 sekund) a od té doby do současnosti (2025) se nashromáždilo dalších 18 sekund mezi časem GPS a UTC. Rozdíl je kompenzován v přijímačích při zobrazení času. Buď přijímače vědí z výroby, jaký byl rozdíl mezi UTC a GPS v době výroby přijímače, nebo si to zjistí (pokud se jedná např. o GPS v mobilním telefonu) z internetu, nebo si počkají na vysílání GPS, protože satelity GPS každých 12,5 minuty vysílají navigační data s informací o aktuálním rozdílu mezi UTC a GPS.
Satelity GLONASS naopak vysílají UTC včetně přestupných sekund (+3 hodiny, tj. Moskevský čas). Teoreticky tak může dojít k chybě při určování polohy přijímače v okamžiku přestupné sekundy.

### Google
Když má o půlnoci nastat přestupná sekunda, tak časové servery Googlu plynule „rozmělní“ tuto sekundu během 24 hodin, tzn. že od předchozího poledne do následujícího poledne vědomě udávají nepřesný čas. O půlnoci se tento čas liší o půl sekundy.

## Časový přehled
| Rok     | 197x | 197x | 197x | 197x | 197x | 197x | 197x | 197x | 198x | 198x | 198x | 198x | 198x | 198x | 198x | 198x | 198x | 198x |
| Rok     | 2    | 3    | 4    | 5    | 6    | 7    | 8    | 9    | 0    | 1    | 2    | 3    | 4    | 5    | 6    | 7    | 8    | 9    |
| ------- | ---- | ---- | ---- | ---- | ---- | ---- | ---- | ---- | ---- | ---- | ---- | ---- | ---- | ---- | ---- | ---- | ---- | ---- |
| 30. 6.  | +1   | —    | —    | —    | —    | —    | —    | —    | —    | +1   | +1   | +1   | —    | +1   | —    | —    | —    | —    |
| 31. 12. | +1   | +1   | +1   | +1   | +1   | +1   | +1   | +1   | —    | —    | —    | —    | —    | —    | —    | +1   | —    | +1   |

| 199x | 199x | 199x | 199x | 199x | 199x | 199x | 199x | 199x | 199x | 200x | 200x | 200x | 200x | 200x | 200x | 200x | 200x | 200x | 200x |
| 0    | 1    | 2    | 3    | 4    | 5    | 6    | 7    | 8    | 9    | 0    | 1    | 2    | 3    | 4    | 5    | 6    | 7    | 8    | 9    |
| ---- | ---- | ---- | ---- | ---- | ---- | ---- | ---- | ---- | ---- | ---- | ---- | ---- | ---- | ---- | ---- | ---- | ---- | ---- | ---- |
| —    | —    | +1   | +1   | +1   | —    | —    | +1   | —    | —    | —    | —    | —    | —    | —    | —    | —    | —    | —    | —    |
| +1   | —    | —    | —    | —    | +1   | —    | —    | +1   | —    | —    | —    | —    | —    | —    | +1   | —    | —    | +1   | —    |

| 201x | 201x | 201x | 201x | 201x | 201x | 201x | 201x | 201x | 201x | 202x | 202x | 202x | 202x | 202x | 202x | Celkem | Celkem |
| 0    | 1    | 2    | 3    | 4    | 5    | 6    | 7    | 8    | 9    | 0    | 1    | 2    | 3    | 4    | 5    | Celkem | Celkem |
| ---- | ---- | ---- | ---- | ---- | ---- | ---- | ---- | ---- | ---- | ---- | ---- | ---- | ---- | ---- | ---- | ------ | ------ |
| —    | —    | +1   | —    | —    | +1   | —    | —    | —    | —    | —    | —    | —    | —    | —    | —    | 11     | 27     |
| —    | —    | —    | —    | —    | —    | +1   | —    | —    | —    | —    | —    | —    | —    | —    | —    | 16     | 27     |